# Cléry-sur-Somme
Cléry-sur-Somme é uma comuna francesa na região administrativa de Altos da França, no departamento de Somme. Estende-se por uma área de 18,78 km². Em 2010 a comuna tinha 545 habitantes (densidade: 29 hab./km²).